# Bafing-Source
Bafing – Source est un site Ramsar situé en république de Guinée, dans la région de Mamou, au Foutah Djallon. Créée le 16 octobre 2007, elle couvre une superficie de 317 200 hectares,.  
De la confluence du Bafing avec le Bakoy (Rivière Blanche) naît le fleuve Sénégal, à Bafoulabé.

## Aménagement
La source d'eau bénéficie de la protection d'organisations sous-régionales telles que l'Organisation pour la mise en valeur du fleuve Sénégal (OMVS).